# شهرستان مارتین (مینه‌سوتا)
شهرستان مارتین، مینه‌سوتا (به انگلیسی: Martin County, Minnesota) شهرستانی در ایالات متحده آمریکا است که در مینه‌سوتا واقع شده‌است.